# Leo Castelli
Leo Castelli, eigentlich Leo Krauss (* 4. September 1907 in Triest, Österreich-Ungarn; † 21. August 1999 in New York City) war ein US-amerikanischer Kunsthändler, Kunstsammler und Galerist. Castelli zählte zeitweise zu den einflussreichsten Personen im internationalen Kunstmarkt des 20. Jahrhunderts.

## Leben

### Frühe Jahre in Europa
Leo Castelli wurde als Sohn des ungarisch-jüdischen Bankiers Ernest Krauss und der vermögenden italienischen Erbin Bianca Castelli im damals zu Österreich-Ungarn gehörenden Triest geboren. Während des Ersten Weltkriegs wohnten die Krauss-Castellis in Wien, wo der ohnehin mehrsprachig aufgewachsene Leo (er sprach englisch, französisch, italienisch und griechisch) auch noch perfekt deutsch lernte. Mit der Annexion Triests durch die Italiener 1919 kürzten die Krauss-Castellis ihren Namen in Castelli. Leo studierte Rechtswissenschaften in Mailand und arbeitete bei Versicherungsunternehmen in Triest und Bukarest. 1932 heiratete er die gerade achtzehnjährige Ileana Schapira, Tochter eines der reichsten Männer Rumäniens. 1935 zogen die Castellis nach Paris, wo Leo Castelli ins Bankgeschäft einstieg. In der Kulturmetropole knüpften die Castellis bald Kontakte zu den Surrealisten um Max Ernst und Salvador Dalí und begannen erste Werke zu sammeln. 1939 eröffnete Castelli zusammen mit seinem Freund, dem Architekten René Drouin am Place Vendôme (Nr. 17) seine erste Galerie.

### New York
Mit der Besetzung von Paris durch die Deutschen endete Castellis florierender Handel mit Bildern, Möbeln und Kunstobjekten. 1941 siedelte die Familie Castelli nach New York über. Leo Castelli nahm ein Geschichtsstudium an der Columbia University auf. 1943 ging er zur US-Army, wo er dem Intelligence-Service unterstellt wurde. Mit Kriegsende erhielt Castelli die amerikanische Staatsbürgerschaft. Sein Schwiegervater Michail Schapira verschaffte ihm eine Anstellung in der Textilbranche, doch Castelli interessierte sich weiterhin für Kunst und Kunsthandel. Anfang der 1950er begann Castelli intensiv mit dem Handel von Gemälden und vergrößerte dabei auch seine Privatsammlung. 1951 beteiligte er sich finanziell an der Ninth Street Show in New York, die eine wichtige Ausstellung für die Abstrakten Expressionisten werden sollte. In den 1950ern wurde Paris von New York als Kunstmetropole abgelöst, und immer neue Künstler strömten nach „Big Apple“. Castelli erkannte diesen Trend und bewies ein gutes Gespür für Newcomer und lohnende Investitionen, dabei richtete er sein Augenmerk verstärkt auf junge avantgardistische Künstler, zu denen er oft auch freundschaftliche Kontakte hielt. In einem Artikel der Zeitschrift The New Yorker wird Castelli hierzu zitiert: „Jeder kann einen Künstler entdecken. Das Geheimnis liegt aber darin, den Künstler zu dem zu machen, was er ist und ihm Bedeutung zu verleihen. Dazu benötigt man neben einem guten Auge auch ein offenes Ohr“.

### Leo Castelli Gallery
Auf Anregung von Jasper Johns und Robert Rauschenberg eröffnete Castelli kurzerhand in seinem Wohnzimmer eine eigene Galerie, die schnell zur Schnittstelle und zum Treffpunkt der europäischen und der amerikanischen Kunstszene wurde. Der kultivierte, weltoffene und sprachbegabte Castelli zählte sowohl Amerikaner wie Jackson Pollock, Franz Kline oder Cy Twombly wie die Europäer Alberto Giacometti oder Marcel Duchamp zu seinem Freundeskreis, überdies gehörte er, auch dank seiner reichen Frau, bald zur New Yorker High Society.
Leo Castelli nahm fast sämtliche Kunstrichtungen der Moderne in seinen Galeriekatalog auf: Beginnend mit frühen, noch expressiven Werken von Kandinsky, sowie den Surrealisten, dem Abstrakten Expressionismus, Informel und Neo-Dada wandte er sich auch der Op-Art, der Pop Art dem Hard Edge und Colourfield Painting zu, zeigte minimalistische Werke und Konzeptkunst und viele weitere Bewegungen. Castellis Interesse lag im Gegensatz zu den etablierten, eher konservativen Galerien in der „Originalität“ des Künstlers, und so machten seine Aufsehen erregenden Gruppenausstellungen schnell die Runde in der New Yorker Kunstwelt; spätestens gegen Ende der 50er war die Leo Castelli Gallery der angesagte Showroom der New Yorker Gesellschaft. Ab den 1960ern stellten dort alle wichtigen Künstler der Gegenwart aus: Pollock, Johns, Rauschenberg, Willem de Kooning, Frank Stella, Lee Bontecou, Hanne Darboven, James Rosenquist, Roy Lichtenstein, Robert Morris, Donald Judd, Dan Flavin, Ron Davis, Jim Dine, Joseph Kosuth, Bruce Nauman, Ed Ruscha, Salvatore Scarpitta, Richard Serra, Andy Warhol und Lawrence Weiner. Warhol soll Castelli und dessen Galeristen Ivan Karp Anfang der 1960er so lange bedrängt haben, bis sich beide endlich bereit erklärten, einige von Warhols frühen Comic-Bildern anzuschauen, respektive abzukaufen.

### Konkurrenz mit Ileana Sonnabend, späte Jahre
Anfang der 1970er verlegte Castelli seine Galerie nach SoHo, wodurch der Stadtteil schnell zu einem kulturellen Zentrum wurde, die Verkäufe der Galerie stagnierten jedoch im Verlauf der 1970er und so schloss sich Castelli 1981 mit den Galeristen Mary Boone und Larry Gagosian in einem größeren Showroom in der Greene Street zusammen. Dennoch wanderten zahlreiche, vor allem jüngere Künstler, zu anderen Galeristen ab, zu denen vorrangig Ileana Sonnabend, Castellis Ex-Frau (die Ehe war 1959 geschieden worden) gehörte. Obwohl Ileana Sonnabend weiterhin privat mit Castelli befreundet war, trugen beide einen erbitterten Konkurrenzkampf miteinander aus; letztlich deckten Sonnabends Galerien in Paris und New York den Markt für künstlerische Shooting Stars ab. Ein weiterer schwerer Verlust für Castelli war der Weggang von Claes Oldenburg, Dan Flavin, Richard Serra, Donald Judd und John Chamberlain, fünf wichtigen Objektkünstlern und Bildhauern, zur Pace Gallery. Im Verlauf ergaben sich einige weitere Diskrepanzen zwischen dem Galeristen und seinen Künstlern: Castelli stellte vor allem Jasper Johns und Roy Lichtenstein in den Vordergrund und vernachlässigte den „Nachwuchs“. Mit dem Tod Andy Warhols 1987 verlor Leo Castelli einen weiteren essenziellen Repräsentanten seiner Galerie: Der Name Warhol war stets eng mit der Castelli Gallery verknüpft; erschwerend hinzu kam die Savings-and-Loan-Krise in den USA Ende der 80er Jahre. Anfang der 90er vertrat die Castelli Gallery nur noch wenige international bekannte Künstler, darunter noch immer Johns, Lichtenstein und Stella, die allerdings verstärkt auch durch andere Galerien vertreten wurden. Schließlich verließen noch Julian Schnabel und David Salle die Galerie.
1990 initiierte Castelli den Leo Award als Kunstpreis, der alle zwei Jahre für besondere Leistungen in der Gegenwartskunst vergeben wird. Leo Castelli, der mittlerweile in dritter Ehe mit der Kunstkritikerin Barbara Bertozzi verheiratet war (seine zweite Frau Antoinette Fraissex du Bost, die Castelli Graphics geleitet hatte, verstarb 1987), starb am 21. August 1999 im Alter von 91 Jahren nach kurzer schwerer Krankheit. Castelli hinterließ einen Sohn und eine Tochter.
Die Leo Castelli Gallery hat heute ihren Sitz in der 18 East 77th Street in New York City.